# Documenta X

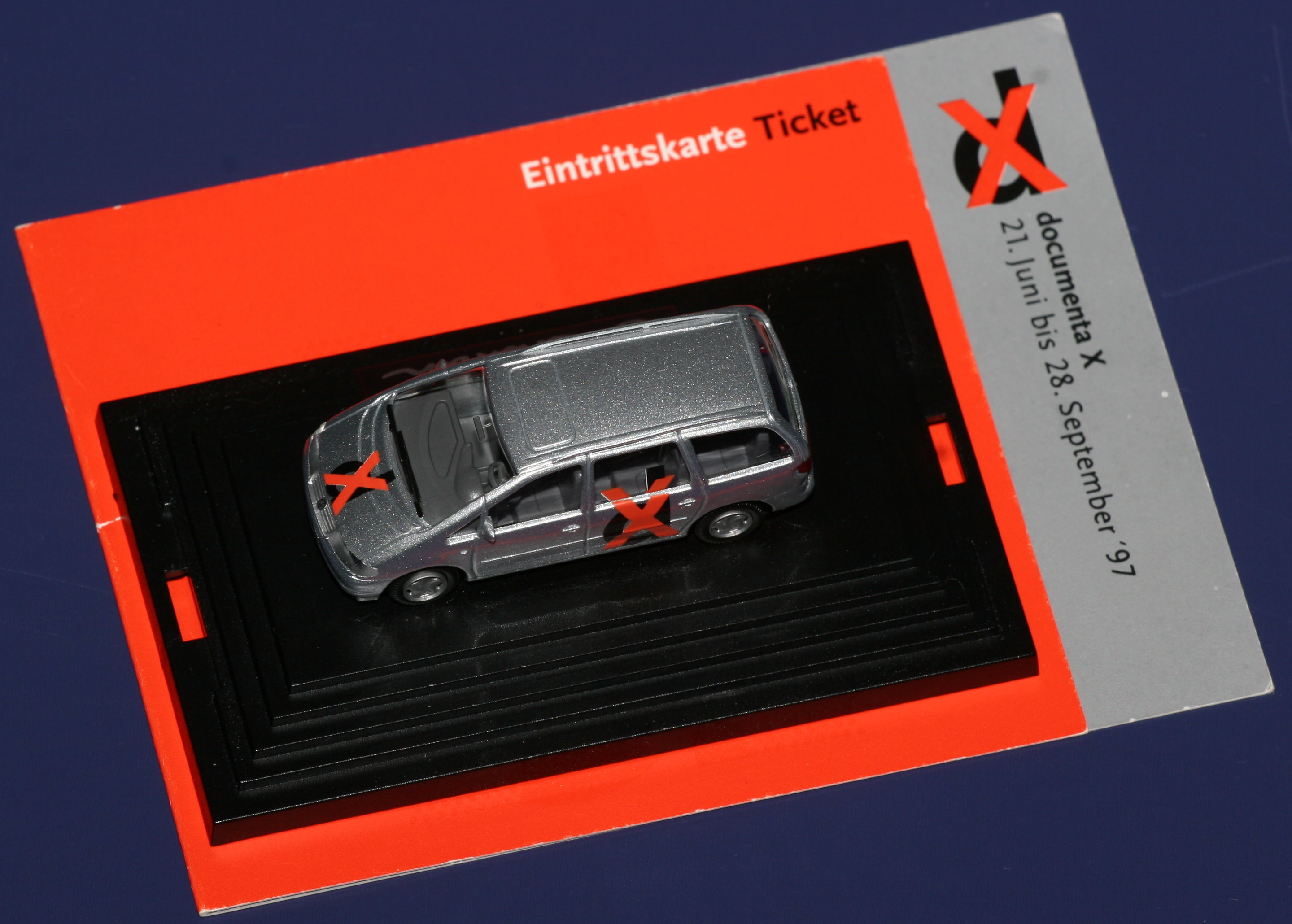
Ticket d'entrée.

documenta X est la dixième édition de l'exposition quinquennale d'art contemporain documenta.
La manifestation s'est déroulée du 21 juin au 28 septembre 1997 à Cassel, en Allemagne. Le directeur artistique était Catherine David. 

## Participants
- A : Vito Acconci Studio, Robert Adams, Paweł Althamer, Archigram, Archizoom Associati, Art & Language, Aya & Gal Middle East
- B : Oladélé Ajiboyé Bamgboyé, Lothar Baumgarten, Catherine Beaugrand, Samuel Beckett, Joachim Blank et Karl Heinz Jeron, Ecke Bonk, Florian Borkenhagen, Marcel Broodthaers, Heath Bunting, Charles Burnett, Jean-Marc Bustamante
- C : Lygia Clark, James Coleman, Stephen Craig, Jordan Crandall
- D : Diedrich Diederichsen, Stan Douglas
- E : Ed van der Elsken, Bruna Esposito, Walker Evans, Aldo van Eyck
- F : Öyvind Fahlström, Patrick Faigenbaum, Harun Farocki, Feng Mengbo, Peter Fischli et David Weiss, Peter Friedl, Holger Friese
- G : Daniele Del Giudice, Liam Gillick, Gob Squad, Heiner Goebbels, Dorothee Golz, Dan Graham, Toni Grand, Hervé Graumann, Johan Grimonprez, Ulrike Grossarth
- H : Hans Haacke, Raymond Hains, Richard Hamilton, Siobhan Hapaska, Carl Michael von Hausswolff, Michal Heiman, Nigel Henderson, Jörg Herold, Christine Hill, Carsten Höller et Rosemarie Trockel, Christine Hohenbüchler et Irene Hohenbüchler, Edgar Honetschläger, Felix Stephan Huber, Hybrid WorkSpace
- J : Jackson Pollock Bar, Jodi (Joan Heemskerk et Dirk Paesmans), Jon Jost, On Kawara
- K : Mike Kelley et Tony Oursler, William Kentridge, Martin Kippenberger, Joachim Koester, Peter Kogler, Aglaia Konrad, Rem Koolhaas, Hans-Werner Kroesinger
- L : Suzanne Lafont, Sigalit Landau, Maria Lassnig, Jan Lauwers, Jozef Legrand, Antonia Lerch, Helen Levitt, Geert Lovink
- M : Chris Marker, Kerry James Marshall, Christoph Marthaler et Anna Viebrock, Gordon Matta-Clark, Steve McQueen, Yana Milev, Mariella Mosler, Jean-Luc Moulène, Reinhard Mucha, Christian Philipp Müller, Matthias Müller, Matt Mullican, Antoni Muntadas
- N : Matthew Ngui, Carsten Nicolai (Alva Noto), Olaf Nicolai, Udo Noll et Florian Wenz, Stanislas Nordey
- O : Hélio Oiticica, Gabriel Orozco
- P : Adam Page, Gérard Paris-Clavel, Marc Pataut, Raoul Peck, Marko Peljhan, Michelangelo Pistoletto, Lari Pittman, Philip Pocock, Emilio Prini, Stefan Pucher
- R : Radio Mentale (Eric Pajot et Jean-Yves Barbichon), David Reeb, Gerhard Richter, Liisa Roberts
- S : Christoph Schlingensief, Anne-Marie Schneider, Jean-Louis Schoellkopf, Thomas Schütte, Michael Simon, Abderrahmane Sissako, Alison Smithson et Peter Smithson, Alexandre Sokourov, Nancy Spero, Wolfgang Staehle, Erik Steinbrecher, Meg Stuart, Hans-Jürgen Syberberg
- T : Slaven Tolj, Tunga, Uri Tzaig, Rosemarie Trockel
- V : Danielle Vallet Kleiner
- W : Martin Walde, Jeff Wall, Wang Jianwei, Marijke van Warmerdam, Lois et Franziska Weinberger, Franz West, Garry Winogrand, Eva Wohlgemuth / Andreas Baumann
- Y : Penny Yassour
- Z : Andrea Zittel, Heimo Zobernig